# Budova Národní banky Československé v Bratislavě
Budova bývalé Národní banky Československé se nachází na Štúrově 2 v Bratislavě a byla postavena v letech 1936–1938. V současnosti v ní sídlí Generální prokuratura. Patří k dílům slovenského architekta 20. století Emila Belluše a řadí se mezi díla funkcionalismu.

## Situace
Stavba tvoří ukončení ulic Jesenského a Gorkého, se vstupem ze Štúrovy ulice. Hlavní průčelí je orientované na východ.

## Kompozice
Poměrně úzká parcela předurčila podobu budovy. Boční vyšší křídla přecházejí do vstupního průčelí, což dodává stavbě monumentalitu. Mezi nimi vznikl na hlavní fasádě velký otvor shora ohraničený překladem, v němž měla být umístěna socha řeckého boha Herma, patrona obchodníků a zlodějů. Tento záměr se však nikdy neuskutečnil. Vzhledem k nepravoúhlým vyústěním bočních ulic do Štúrovy ulice je čelní fasáda mírně natočená. To spolu se směrem nahoru se zmenšujícími okny dává budově dynamiku. Na fasádách se použil travertinový obklad, který prochází od hrubě opracovaného kamene v parteru po hladké kamenné bloky na patrech. Obdivovaným prvkem je vstupní kazetová brána z nerezové oceli a mříže po jejích okrajích.

## Dispozice
Budova je postavena jako trojtrakt s vnitřním dvorem. V čelním křídle jsou situovány reprezentační prostory s hlavní bankovní halou na patře. Vstupní hala je pootočená, ukončena schodištěm ve tvaru písmene L. V bočních křídlech byly umístěny byty přístupné zadním schodištěm. Boční služební vchod je umístěn z Gorkého ulice.

## Současnost
Vzhledem k zvyšujícím se nárokům provozu banky, byly byty v 3. až 5. nadzemním podlaží až na jeden přestavěny na kanceláře. Podobně i dispozice přízemí a 2. nadzemního podlaží byly částečně změněny. V roce 1993 byly přestavěny i interiéry vstupů, aby splňovaly bezpečnostní požadavky. Od 90. let 20. století sídlí v budově Generální prokuratura SR.